# Heterodon
Genre
Heterodon est un genre de serpents de la famille des Dipsadidae.

## Répartition
Les espèces de ce genre se rencontrent en Amérique du Nord, du sud du Canada au nord du Mexique.

## Description
Les adultes mesurent de 30 à 120 centimètres selon les espèces, avec une tête bien démarquée du corps. Les couleurs sont très variables, du brun-beige-sable aux rouges, verts, orange, en fonction des espèces et des sous-espèces. Ils présentent en général des taches plus sombres sur le corps.
Les serpents de ce genre sont venimeux mais ce venin n'est pas mortel pour l'homme, et ils semblent ne s'en servir que pour se nourrir et non pour se défendre. Il s'agit de crochets opisthoglyphes.
Ce sont des reptiles diurnes et carnivores qui consomment divers petits rongeurs, lézards ou amphibiens, Heterodon platirhinos étant spécialisé dans ce genre de proies, ayant même développé une immunité aux toxines que génèrent certaines grenouilles.

## Liste des espèces
Selon The Reptile Database (9 août 2013) :
- Heterodon gloydi Edgren, 1952
- Heterodon kennerlyi Kennicott, 1860
- Heterodon nasicus Baird & Girard, 1852
- Heterodon platirhinos Latreille, 1801
- Heterodon simus (Linnaeus, 1766)

## Étymologie
Le nom de ce genre, Heterodon, est construit avec les mots grecs heteras, « différent », et odon, « dent », en référence aux larges crochets postérieurs des espèces de ce genre.

## Publication originale
- Sonnini de Manoncourt & Latreille, 1801 : Histoire naturelle des reptiles : avec figures dessinées d'apres nature, vol. 4, p. 1–410 (texte intégral).